# Płyta eurazjatycka

Płyta eurazjatycka – kolor zielony

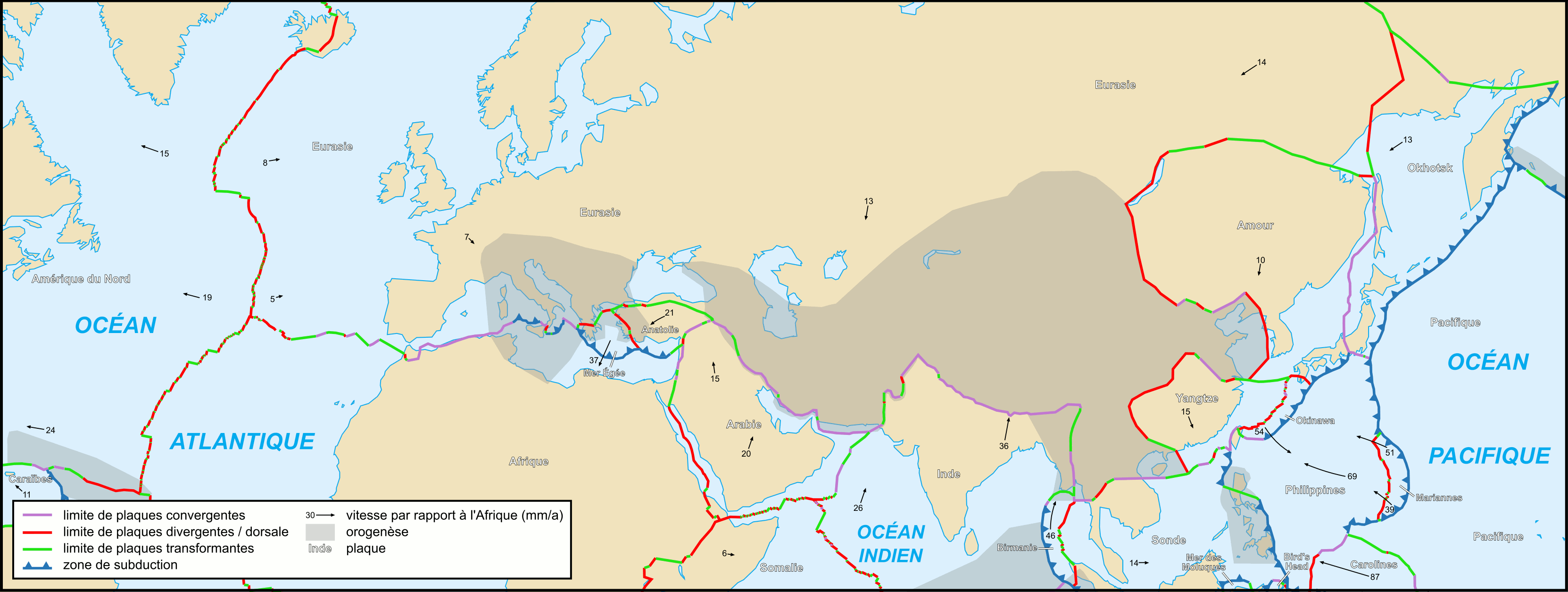
Mapa płyty europejskiej z zaznaczonymi strefami orogenicznymi

Płyta eurazjatycka – kontynentalna płyta tektoniczna, obejmująca swoim zasięgiem Europę i znaczną część Azji (bez Półwyspu Arabskiego, Indyjskiego oraz wschodniej Syberii).
Od wschodu, zachodu i północy płyta eurazjatycka graniczy z płytą północnoamerykańską. Na zachodzie i północy granica ta ma charakter granicy rozbieżnej, na której uformował się Grzbiet Śródatlantycki i Grzbiet Gakkela. Natomiast na wschodzie jest to granica zbieżna – płyta północnoamerykańska i niewielka płyta filipińska wciągane są pod płytę eurazjatycką w strefach subdukcji. Jej południową granicę z płytami afrykańską, arabską i indoaustralijską wyznacza ciągnący się na długości kilkunastu tysięcy kilometrów łańcuch alpejsko-himalajski.